# John Sykes (Fußballspieler)
John Sykes (* 2. November 1950 in Huddersfield) ist ein ehemaliger englischer Fußballspieler.

## Karriere
Sykes kam 1967 als 16-Jähriger aus dem nahe gelegenen Almondbury als Apprentice (dt. Auszubildender) zum Viertligisten Bradford Park Avenue. Nachdem er in einem Jugendspiel einen Hattrick erzielt hatte, gab er am folgenden Wochenende Anfang September 1968 unter Trainer Jack Rowley bei einem 1:1-Unentschieden gegen Grimsby Town sein Pflichtspieldebüt, musste im Spielverlauf aber verletzt ausgewechselt werden. Zu dieser Zeit war er auch
dem Trainer des walisischen Ligakonkurrenten AFC Wrexham, John Neal, bei einem Jugendspiel zwischen Stockport County und Bradford aufgefallen, dieser bemühte sich aber zunächst erfolglos um eine Verpflichtung, noch im Dezember 1968 rief Bradford eine zu zahlende Ablösesumme von £6000 auf. Zwischenzeitlich hatte Sykes im November 1968 seinen ersten Profivertrag unterzeichnet, zu einem weiteren Pflichtspielauftritt für die erste Mannschaft von Bradford kam er aber nicht mehr.
Anfang Januar 1969 einigten sich schließlich die beiden Klubs auf ein Tauschgeschäft. Der ehemalige englische Nationalspieler Ray Charnley und Sykes tauschten ihren Arbeitgeber. Seinen ersten Auftritt für Wrexham hatte er am sportlich bedeutungslosen letzten Spieltag der Saison 1968/69, der 1:0-Sieg gegen den AFC Workington blieb zugleich sein letzter Auftritt in der Football League. Nachdem er in der Spielzeit 1969/70 regelmäßig im Reserveteam zum Einsatz gekommen war und mit dem Team den Northern Floodlit League Cup und den Alves Cup gewonnen hatte, wurde sein Vertrag über das Saisonende hinaus nicht verlängert. Im März 1971 wanderte Sykes nach Australien aus.